# Połohy (wieś)
Połohy (ukr. Пологи) – wieś na Ukrainie, w obwodzie zaporoskim, w rejonie połohowskim, w hromadzie Połohy. W 2001 liczyła 3215 mieszkańców, spośród których 3018 wskazało jako ojczysty język ukraiński, 178 rosyjski, 2 krymskotatarski, 6 bułgarski, 1 białoruski, 1 ormiański, 1 niemiecki, a 8 inny.